# Daniele Ratto
Pour les articles homonymes, voir Ratto.
Daniele Ratto (né le 5 octobre 1989 à Colzate, dans la province de Bergame, en Lombardie) est un coureur cycliste italien.
Sa sœur est la cycliste Rossella Ratto  ainsi que son demi-frère Enrico Peruffo.

## Biographie
Durant le Tour de Burgos 2013, il a failli remporter la quatrième étape, privé de la victoire à la suite de son déclassement pour sprint non réglementaire. Lors de la 14e étape du Tour d'Espagne 2013, dans des conditions climatiques difficiles, il s'échappe dès les premiers kilomètres avec quatre autres coureurs, dont le champion du monde Philippe Gilbert, puis s'impose en solitaire au sommet de la Collada de la Gallina, devançant de presque quatre minutes les principaux favoris, notamment Vincenzo Nibali et Christopher Horner.
En septembre 2016, il annonce la fin de sa carrière à 27 ans, se retrouvant sans équipe pour la saison 2017.

## Palmarès classements mondiaux

### Palmarès amateur
- 2006
  - Trophée de la ville de Loano
  - Tour du Pays de Vaud :
    - Classement général
    - 2ea et 3e étapes

  - Giro della Lunigiana :
    - Classement général
    - 1re étape

  - 2e du Trofeo Buffoni
- 2007
  - 1re étape du Giro della Lunigiana
  - 2e du Giro della Lunigiana
  -  Médaillé d'argent du championnat du monde sur route juniors
  - 2e du Trofeo Emilio Paganessi
  - 3e de Brescia-Monte Magno
  - 3e du championnat d'Italie sur route juniors
- 2008
  - Tour de Lombardie amateurs
  - 3e du Tour de la Province de Bielle
  - 3e du Gran Premio Sportivi San Vigilio
  - 3e du Trophée de la ville de Conegliano
- 2009
  - Targa d’Oro Città di Legnano
  - Trofeo Egidio Bedogni
  - Trofeo Sportivi di Briga
  - 3e du Gran Premio Palio del Recioto
  - 3e du Trofeo Maria Rovelli

### Palmarès professionnel
- 2010
  - Grand Prix de l'industrie et de l'artisanat de Larciano
- 2011
  - 2e du GP Llodio
- 2013
  - 14e étape du Tour d'Espagne
- 2015
  - 3e de la Classica Corsica
- 2016
  - 3e du Tour de la communauté de Madrid

### Résultats sur les grands tours

#### Tour d'Italie
1 participation
- 2014 : 126e

#### Tour d'Espagne
2 participations
- 2012 : abandon (12e étape)
- 2013 : 95e, vainqueur de la 14e étape

### Classements mondiaux
| Année           | 2008 | 2009 | 2010 | 2011 | 2012 | 2013 | 2014 |
| --------------- | ---- | ---- | ---- | ---- | ---- | ---- | ---- |
| UCI Europe Tour | 282e | 505e | 107e | 84e  |      |      |      |
| UCI World Tour  |      |      |      |      | 228e | 109e | 216e |